# Adrián Kaprálik
Adrián Kaprálik (* 10. Juni 2002 in Dolný Kubín) ist ein slowakischer Fußballspieler, der hauptsächlich als Mittelstürmer spielt. Derzeit steht er bei MŠK Žilina unter Vertrag.

## Karriere

### Verein
Adrián Kaprálik begann seine Fußballkarriere in der Jugend von Oravan Oravská Jasenica und wechselte 2015 zu MŠK Žilina.
Kaprálik gab sein Debüt in der Fortuna Liga für MŠK Žilina am 14. Juni 2020 in einem Heimspiel gegen Spartak Trnava. Er wurde in der zweiten Halbzeit für Patrik Iľko eingewechselt, als Žilina mit einem Tor führte. Das Spiel endete mit einem 2:1-Sieg für Žilina. Sein erstes Ligator erzielte er in einem 4:2-Sieg gegen AS Trenčín.
Am 15. August 2023, nachdem er zu Beginn der Saison 2023/24 in allen Wettbewerben sechs Einsätze hatte und dreimal getroffen hatte, wechselte Kaprálik auf Leihbasis zum polnischen Ekstraklasa-Verein Górnik Zabrze.
Adrián feierte sein internationales Debüt am 27. August 2020 in der 1. Qualifikationsrunde der UEFA Europa League 2020/21 bei der 1:3-Niederlage nach Verlängerung gegen den The New Saints FC aus Wales.
Eine Saison darauf kam er zu acht Einsätzen in der Qualifikationsphase zur UEFA Europa Conference League 2021/22, wo MŠK Žilina am 8. Juli 2021 auf FC Dila Gori aus Georgien traf und mit 5:1 besiegte. Das Rückspiel verlor Žilina  mit 1:2, es reichte zum Weiterkommen. Der nächste Gegner war Apollon Limassol aus Zypern. Das Auswärtsspiel konnte MŠK Žilina mit 3:1 gewinnen. Zuhause endete das Rückspiel 2:2. Somit erreichte man die 3. Runde der Qualifikationsphase und stand Tobyl Qostanai aus Kasachstan gegenüber. Žilina gewann beide Spiele. Auswärts endete die Partie 1:0 für Žilina und beim Heimspiel gewann man mit 5:0. Žilina begegnete in der nächsten Runde FK Jablonec aus Tschechien, wo der slowakische Verein Žilina beide Spiele verlor, auswärts 5:1 und zuhause 0:3.
Kaprálik kam erneut zu Einsätzen auf der internationalen Bühne in der Qualifikationsphase zur UEFA Europa Conference League 2023/24, wo MŠK Žilina auf den FC Levadia Tallinn aus Estland traf und beide Spiele gewann. Beide Spiele gingen 2:1 für Žilina aus. In der darauffolgenden Runde trat man gegen KAA Gent aus Belgien an. Man verlor das Auswärtsspiel mit 1:5, wo bei Adrián seinen ersten internationalen Treffer gelang. Beim Heimspiel, welches 2:5 für Gent endete, traf Kaprálik erneut und bereitete das weitere Tor für Žilina vor.

### Nationalmannschaft
Kaprálik wurde erstmals im September 2022 von Štefan Tarkovič als Ersatzspieler für die slowakische A-Nationalmannschaft nominiert. Nach einem Trainerwechsel im Sommer 2022, als Tarkovič durch Francesco Calzona ersetzt wurde, wurde Kaprálik für zwei Freundschaftsspiele im November gegen Montenegro und Chile nominiert.
Am 17. November 2022, während eines Spiels gegen Montenegro im Stadion pod Goricom, wurde Kaprálik als Ersatzspieler aufgeführt und blieb während des gesamten 2:2-Unentschiedens auf der Bank. Drei Tage später, am 20. November, debütierte Kaprálik während eines Spiels gegen Chile auf Tehelné pole. Er wurde in der 89. Minute des Spiels eingewechselt, um Tomáš Suslov auf dem rechten Flügel zu ersetzen. Während Kapráliks Einsatz änderte sich der Spielstand nicht und blieb 0:0. Kurz darauf, im Dezember 2022, wurde Kaprlík in einer Nominierung für das Trainingslager der slowakischen A-Nationalmannschaft für Nachwuchsspieler im NTC Senec aufgeführt und war einer von nur sieben Spielern im 27-köpfigen Kader mit vorherigen Einsätzen in der A-Nationalmannschaft.